# Eoreumgol
Eoreumgol (en coreano: 얼음골) o Valle del Hielo es un valle en Miryang, en el país asiático de Corea del Sur. Recibe su nombre y es conocido por el frío en el que se encuentra incluso en pleno verano. Este fenómeno se cree que es debido a los patrones de flujo de aire locales, en particular de aire frío que emerge de forma subterránea.
El valle está situado en las laderas de las montañas Cheonhwangsan, a unos 600 m sobre el nivel del mar. Se encuentra en Nammyeong-ri, Sannae-myeon, en el norte de Miryang, y cubre un área total que se estima entre unos 9000 y 30.000 m². El agua fría que fluye desde el valle se ha utilizado tradicionalmente para el consumo por los residentes de la zona.